# Crataegus fragilis
Crataegus fragilis är en rosväxtart som beskrevs av Chauncey Delos Beadle. Crataegus fragilis ingår i Hagtornssläktet som ingår i familjen rosväxter. Inga underarter finns listade i Catalogue of Life.